# Remigratie
Remigratie is de vrijwillige en permanente terugkeer van geëmigreerde mensen, met recht op verblijf, naar het geboorteland.  
Er zijn verschillende redenen waarom mensen remigreren, bijvoorbeeld:
- Economische redenen: 
  - geen werk kunnen vinden in het emigratieland
  - economische situatie geboorteland verbeterd
  - meewerken aan wederopbouw geboorteland nadat emigrant nieuwe kennis heeft opgedaan in emigratieland
- Emotionele redenen: 
  - Heimwee: het missen van familieleden en gewoontes
  - Aanpassingsproblemen: niet echt kunnen aarden in de cultuur van het emigratieland
  - Het verlangen om de oude dag door te brengen in het land van herkomst
- Politieke redenen: 
  - De politieke situatie in het geboorteland is zodanig verbeterd dat het veilig is geworden om terug te keren (vooral in het geval van vluchtelingen)
  - De situatie in het emigratieland is erg verslechterd (bijvoorbeeld een toenemende vreemdelingenhaat of discriminatie of een (dreigende) (burger)oorlog .

## Nederland
Na de Tweede Wereldoorlog kwam er vanuit Nederland een migratie richting Canada, de Verenigde Staten, Australië en Nieuw-Zeeland op gang. In de jaren 50 trok de economie aan en was er grote behoefte aan arbeiders. Sommige bedrijven en sectoren wierven actief arbeiders in andere landen, de zogenaamde gastarbeiders. Ook komt er een spontane immigratie op gang. In de jaren 60 en 70 sloot Nederland met enkele mediterrane landen wervingsakkoorden; Italië (1960), Spanje (1961), Portugal (1963), Turkije en Griekenland (1964), Marokko (1969), Joegoslavië (1970) en Tunesië (1970), mede om de illegale migratie de wind uit de zeilen te nemen. Daarna volgden een tweede migratiefase tot ongeveer 1989 in de vorm van gezinshereniging.

### Remigratie naar Nederland
In zuidelijk Nederland vestigden relatief veel Nederlandse remigranten.

### Remigratie uit Nederland

#### Remigratieprotocol Suriname
Voor Surinamers in Nederland bestond er al sinds 1980 een stelsel van voorzieningen die het mogelijk maakte voor Surinamers om terug te keren met een tegemoetkoming in de verhuiskosten en overbruggingskosten voor drie maanden. Ook kon men een krediet aanvragen voor het kopen van een huis in Suriname. Dit alles was vastgelegd in het Remigratie protocol van 19 december 1976 en het Verdrag van binnenkomst en verblijf van wederzijdse onderdanen van 23 januari 1981. Dit protocol en verdrag waren waren voor beide landen van belang vanwege de leegloop van Suriname en de daarmee gepaarde economische verslechtering. Rond 1980 was bijna 1/3 van de Surinaamse bevolking geëmigreerd naar Nederland.

#### Terugkeer Trajecten Programma
In 1976 werd vanuit het Ministerie voor Ontwikkelingssamenwerking ook voor andere migrantengroepen (Joegoslaven, Tunesiërs, Turken en Marokkanen) een regeling in het leven geroepen, het Terugkeer Trajecten Programma (TTP) - ook wel bekend als IMOS-projecten, naar de instantie die projectaanvragen beoordeelde - waarbij remigranten een schenking of een lening konden krijgen om in het geboorteland een eigen bedrijf te beginnen. Dit werd gefaciliteerd door het Nederlands Centrum Buitenlander (NCB). In 1982 werd het ondergebracht bij het Ministerie van Sociale Zaken omdat de regeling als ontwikkelingsinstrument niet werkte. Sociale Zaken zette het project een jaar later stop wegens geldgebrek.

#### Basisremigratie Subsidieregelingen deRemigratieregeling
In de jaren tachtig kreeg Nederland te maken met grote werkeloosheid onder arbeidsmigranten die in de jaren vijftig en zestig door Nederlandse bedrijven waren geworven om de arbeidskrapte toentertijd op te lossen. Deze werkloosheid legde een grote druk op de sociale uitkeringen en leidde tot een gevoel van uitzichtloosheid bij de arbeidsmigrant. Voor de arbeidsmigranten die vrijwillig terug wilde keren naar het land van herkomst maar daar zelf geen geld voor konden opbrengen werd in 1985 de Basisremigratie Subsidieregeling en de Experimentele Remigratieregeling geïntroduceerd, eerst als experiment maar sinds 1987 definitief als Remigratieregeling. Deze regelingen waren gebaseerd op de eerdere regeling voor Surinamers.
Beide regelingen waren beschikbaar voor remigrerende vluchtelingen en asielgerechtigden en voor arbeidsmigranten uit Kaapverdië (omdat de eilandengroep deel uit maakte van Portugal ten tijde van het sluiten van het wervingsakkoord), Marokko, Tunesië, Turkije, toenmalig Joegoslavië, Spanje, Portugal, Suriname en in sommige gevallen de Nederlandse Antillen en Aruba. De Basisremigratie Subsidieregeling was beschikbaar voor iedere vreemdeling die ten minste twee jaar in Nederland had gewoond ongeacht zijn leeftijd of werksituatie. Bij deze regeling kreeg men een subsidie voor de overtocht inclusief wat huisraad en drie maanden bijstand bij het hervestigen in het aankomstland. De (Experimentele) Remigratieregeling was beschikbaar voor iedere vreemdeling van boven de 55 (vanaf 1987 verlaagd naar 50 jaar). Ook zij kregen subsidie voor de overtocht en huisraad maar de bijstand zou lopen tot hun pensioengerechtigde leeftijd. Daarna kwam men in aanmerking voor de AOW.  

#### Remigratiewet
In 2000 werden beide regelingen samengevoegd tot de Remigratiewet. Hierbij werd de minimale leeftijd verlaagd van 50 naar 45 jaar en kreeg men ook een tegemoetkoming in de ziektekosten. In een brief van de minister uit 2010 kwam naar voren dat slechts 2% van de niet-westerse allochtonen gebruik maakte van de regeling tot dan toe.
De wet werd naar aanleiding van de moties van Van Toorenburg (2008) en Dibi (2010) in 2014 weer aanzienlijk versobert. De motie van Van Toorenburg was een reactie op de toenemende vergrijzing en de wens om iedere potentiële werknemer te behouden. De motie van Dibi kwam voort uit de eerdere toezegging van de minister om de wet te beperken tot de eerste generatie migranten omdat die er uiteindelijk toch het meeste behoefte aan hadden en er voor latere generaties meer ingezet zou worden op integratie. De leeftijdsgroep werd beperkt tot personen van minimaal 55 jaar, van de eerste generatie die bij aankomst in Nederland 18 jaar of ouder waren. Bij de versobering werd ook de oorspronkelijke basisregeling opgeheven, de regering verwachtte meer eigen verantwoordelijkheid van de remigranten. Bij de evaluatie van de aangepastte wet in 2018 kwam naar voren dat het aantal aanvragen waren gedaald vanwege het wegvallen van de leeftijdsgroep tussen de 45 en 55 jaar, maar ook binnen de groep boven de 55 nam het aantal aanvragen af. Daarbij veranderde de samenstelling van de groep, vrouwen bleven vaker in Nederland vanwege niet-meeremigrerende (klein)kinderen. De wetswijziging had geen invloed op de arbeidsparticipatie van de groep tussen de 45 en 55 jaar, die nam niet toe of af. Het NMI gaf aan dat het wegvallen van de basisvoorziening een extra drempel opwierp bij de doelgroep die juist bestond uit uitkeringsafhankelijken die al weinig middelen hadden om te sparen. Van de doelgroep van ongeveer 147.000 bij aanvang van de gewijzigde wet, was eind 2016 bij zo'n 400 personen hun aanvraag toegewezen. Een motie van Kuzu (DENK) om een aantal wijzigingen daarom terug te draaien en de wet te verlengen kon alleen rekenen op steun van Forum voor Democratie. De wet liep eind 2024 af. 
Forum voor Democratie was volgens hun partijprogramma voor een voortzetting en uitbreiding van de wet. Op een partijbijeenkomst in Vlaanderen sprak partijleider Baudet zelfs van "drastische remigratie" uit angst om een minderheid te worden in eigen land, een verwijzing naar de omvolkingstheorie. Een motie van FvD 4 juli 2024 die de remigratiewet nieuw leven moest inblazen werd alleen gesteund door de SGP. De motie werd niet door de PVV gesteund, hoewel zij in 2014 bij monde van Marcel de Graaf ook pleitte voor verregaande remigratie van niet-westerse allochtonen én men sinds 2021 pleitte voor een Ministerie van Immigratie, Remigratie en De-islamisering. Ook DENK, die in zijn partijprogramma van 2023 nog opriep tot behoudt van de wet, stemde niet in met de motie.

### 2004
Van de eerste generatie Turkse Nederlanders zijn er tijdens het jaar 2004 bijna 3000 geremigreerd naar Turkije en van de tweede generatie zijn er bijna 1000 geremigreerd. 1600 eerste generatie Marokkaanse Nederlanders zijn dat jaar geremigreerd naar Marokko. Van de tweede generatie zijn er bijna 1000 geremigreerd.

### Remigratie uit Nederland naar Marokko
| Jaar | Aantal remigranten |
| ---- | ------------------ |
| 1999 | 667                |
| 2000 | 584                |
| 2001 | 623                |
| 2002 | 615                |
| 2003 | 683                |
| 2004 | 836                |
| 2005 | 1110               |
| 2006 | 1389               |
| 2007 | 1476               |

(Bron: CBS)